# Richard Hempel (Schiedsrichter)
Richard Hempel (* 2. November 1997 in Großnaundorf) ist ein deutscher Fußballschiedsrichter.

## Leben
Richard Hempel wuchs in Großnaundorf auf. Seit 2021 lebt er in Dresden. Er studierte Soziale Arbeit, zudem ist er ein ausgebildeter Deeskalationstrainer.

## Karriere
Hempel absolvierte im Alter von 12 Jahren die Schiedsrichterprüfung.
In der Saison 2018/19 leitete er, mit nur 21 Jahren, das Sachsenpokal-Endspiel zwischen dem Chemnitzer FC und dem FSV Zwickau.
Seit der Saison 2021/22 ist er DFB-Schiedsrichter. Sein Debüt in der 2. Bundesliga hatte Hempel mit der Partie SV Sandhausen gegen den 1. FC Heidenheim am 9. November 2022. Danach folgten noch zwei weitere Testspiele. Seit der Saison 2023/24 gehört er auch fest dem Kader der 2. Liga Schiedsrichter an.
Am 2. Dezember 2023 im Spiel 1. FC Nürnberg gegen Fortuna Düsseldorf verletzte sich Hempel und wurde durch den 4. Offiziellen Assad Nouhoum ersetzt, der so zu seinem ersten Einsatz in der 2. Bundesliga kam.
Hempel pfeift seit Beginn seiner Schiedsrichterlaufbahn für die SG Großnaundorf.